# Pisistrato
Pisistrato del demo di Filaide (in greco antico: Πεισίστρατος?, Peisístratos; 600 a.C. – Atene, 528/527) è stato un politico e militare ateniese, tiranno di Atene in tre distinte occasioni: dal 561/560 al 556/555; dal 549 al 543/542 e dal 533/532 al 528/527 a.C.

## Biografia
Imparentato con Solone da parte di madre, Pisistrato è stato uno dei tiranni più importanti di Atene. 

### Pisistrato il polemarco
In veste di polemarco il giovane Pisistrato acquistò fama vincendo i megaresi contro i quali Atene era in guerra, sottraendogli così definitivamente l'isola di Salamina e il porto saronico di Nisea. Questi successi militari gli valsero un prestigio e un credito tali da renderlo un attore di primo piano della politica dell'epoca. Inizialmente ottenne anche il sostegno del popolo, che poi, però, si trasformò in timore.

### Il quadro politico ateniese
Atene all'epoca era travagliata da una convulsa lotta politica, con partiti e fazioni capeggiate dalle famiglie aristocratiche. Tuttavia il quadro politico che si delineava era di una notevole complessità, superiore a quella delle altre città greche, non riducibile a semplificate contrapposizioni sociali.
La polis era allora divisa tra la fazione legata alla zona costiera (i cosiddetti paralii, dal greco paralia, costa), capeggiati dall'alcmeonide Megacle, e la fazione legata all'entroterra (i cosiddetti pediaci, dal greco pedion, pianura), capeggiati da Licurgo di Atene. Pisistrato, forte dei crediti guadagnati, inutilmente ostacolato da Solone, si inserì efficacemente nella lotta politica mettendosi a capo della popolazione della zona montuosa (i cosiddetti diacrii, dal greco ákra, montagna).

### L'investitura popolare e il primo esilio
Per ottenere l'appoggio popolare Pisistrato ricorse a uno stratagemma: si procurò delle ferite per mostrarle in pubblico quale prova di un'aggressione subita da parte dei propri rivali. Il popolo decretò per lui l'istituzione di una guardia del corpo di trecento mercenari con la quale Pisistrato occupò l'Acropoli, senza resistenza da parte degli opliti, nel 561/560 a.C., ottenendo il potere assoluto. La presa del potere provocò una compattazione del fronte dell'opposizione: un'alleanza tra Licurgo e Megacle sortì l'effetto di costringerlo all'esilio.

### Il rientro ad Atene
Pisistrato, in seguito, si alleò con Megacle e, approfittando del clima propizio, riuscì a ritornare ad Atene, facendosi precedere da una nuova simulazione: fece vestire una fanciulla di altissima statura (del demo di Peania o, secondo altri, una donna della Tracia di nome Fia) con gli abiti tradizionali della dea Atena per sfilare in processione per la città su un carro, a diffondere la voce che la dea stessa consigliava agli Ateniesi di richiamarlo in città. 
Con questo spregiudicato accordo Pisistrato scacciò Licurgo e, dopo avere sposato la figlia del suo alleato, fu da quest'ultimo appoggiato quale tiranno di Atene.

### La rottura con Megacle
Pisistrato aveva già una prole legittima dal primo matrimonio (oltre che una illegittima da una concubina Argiva) e non sembrava volerne dalla nuova moglie perché, stando a Erodoto, non voleva figli dalla stirpe sacrilega degli Alcmeonidi.
Quando Megacle si spazientì delle sue inadempienze coniugali, che vanificavano i suoi disegni, ruppe l'alleanza e lo scacciò da Atene (556 a.C./555 a.C.). In questo frangente entrambi gli attori politici avrebbero mostrato quindi di avere in mente un progetto politico di consolidamento del potere (o di ottenimento, nel caso di Megacle) da perseguire per via dinastica.

### Il ritorno e la prova di forza
Il tiranno, nuovamente esiliato, strinse amicizia con molti potentati greci e nel 545 a.C. sbarcò a Maratona (regione a lui fedele) con un esercito fornito da Eretria, Tebe, Argo e Nasso con altri mercenari che pagava con l'argento delle sue miniere in Tracia. Con un forte esercito sconfisse gli opliti ateniesi nei pressi del tempio di Atena Pallenide: con questo atto di forza riprese il potere sulla città.

### L'ultimo governo tirannico di Pisistrato
Durante il suo dominio i cittadini furono certamente privati di molte libertà civili e morali, tra le quali quella di potere entrare in città (creando però i giudici nei vari demi), ma nonostante ciò il giudizio degli antichi su Pisistrato non è molto severo, poiché essi lo ritenevano un tiranno dotato di grande abilità e lungimiranza, vista anche la sua moderazione a differenza delle tirannidi contemporanee, come anche la riappacificazione con la famiglia degli Alcmeonidi e l'insediamento dei Filaidi nel Chersoneso tracico.
Adottò una riforma territoriale a scopi fiscali e militari, che suddivideva il territorio ateniese in 48 naucrarie, dodici per ciascuna delle quattro tribù gentilizie, le quali tra l'altro dovevano fornire i mezzi necessari alla costruzione e al mantenimento di una nave allo stato, tramite una tassazione del 5% delle entrate dell'associazione. Sotto il suo ultimo periodo di tirannide iniziò la prima coniazione di monete ad Atene, che erano in argento.
All'estero fu promotore di una politica espansionistica, affermando il dominio di Atene sulle isole dell'Egeo e sull'Ellesponto, mentre all'interno della penisola greca coltivò buone relazioni con i Tessali e Corinto, senza incrinare quelle con gli Argivi e i Beoti.
A lui sono attribuite diverse riforme e miglioramenti: incentivò infatti la piccola proprietà terriera a discapito dei latifondi, incrementò il commercio, favorendo così la crescita della classe mercantile, e favorì i ceti meno abbienti con l'esecuzione di un vasto piano di opere pubbliche, come la costruzione del tempio di Atena nell'acropoli. Inoltre il suo governo segnò una tappa notevole nella storia edilizia della città e nello sviluppo dell'arte greca. Infatti è da ricordare la trascrizione su papiro dell'Iliade e dell'Odissea, per cui probabilmente è grazie al tiranno ateniese che i due poemi sono giunti fino a noi. Inoltre vennero istituite nuove feste religiose: le Dionisie, in onore del dio Dioniso, e le Panatenee.

### La successione tirannica
Pisistrato morì nel 528/527 a.C. trasmettendo il potere al figlio Ippia accompagnato dal fratello Ipparco. Si inaugurava una dinastia tirannica che avrebbe segnato una nuova fase politica cui sarebbe toccato il ruolo di incubatrice per i fermenti che portarono poi alla svolta democratica.

## Controversie storiche

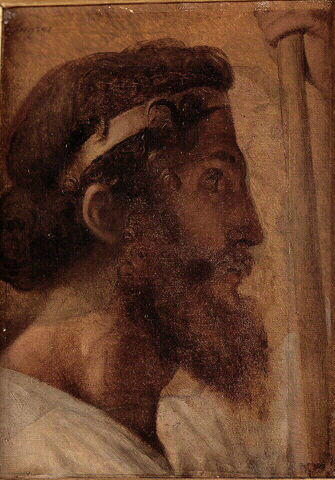
Pisistrato in un'opera di Jean Auguste Dominique Ingres

Secondo questa ricostruzione la tirannide di Pisistrato sarebbe passata attraverso tre tentativi, solo l'ultimo dei quali coronato dal successo. Alcuni studiosi moderni, anche a causa di qualche incongruenza cronologica, ritengono tuttavia che il racconto che Erodoto fa della ragazza nelle vesti di Atena, sia in realtà un doppione dell'unico rientro ad Atene e perciò tendono a riconoscere un'unica espulsione di Pisistrato.